# Bibi Gaytán
 (mai 2017).
Bibi Gaytán (Silvia Gaytán Barragán) est une chanteuse et une actrice mexicaine née le 27 janvier 1972 à Tapachula, Chiapas.

## Discographie
- Mucha Mujer Para Ti  (1992)
- Manzana Verde  (1994)